# Solomon Robert Guggenheim
Solomon Robert Guggenheim, född 2 februari 1861 i Philadelphia, Pennsylvania, död 3 november 1949 i New York, New York, var en amerikansk konstsamlare och filantrop. I hans konstsamlingar fanns bland annat flera verk av Rudolf Bauer.
Solomon Guggenheim var farbror till Peggy Guggenheim.